# مجتمع گاوداری شهرک حسن‌آباد
مجتمع گاوداری شهرک حسن‌آباد یک منطقهٔ مسکونی در ایران است که در دهستان حسن‌آباد (روانسر) واقع شده‌است. مجتمع گاوداری شهرک حسن‌آباد ۲۶۰ نفر جمعیت دارد.